# Daniele Laumann
Daniele Laumann   (Toronto, 8 de juliol de 1961) és una remadora canadenca que va competir durant les dècades de 1970 i 1980.
El 1984 va prendre part en els Jocs Olímpics d'Estiu de Los Angeles on, fent parella amb la seva germana Silken, guanyà la medalla de bronze en la prova del doble scull del programa de rem. Anteriorment, el 1980, havia estat seleccionada per participar en els Jocs de Moscou, però el boicot canadenc als Jocs ho impedí. També guanyà un campionat canadenc.